# George H. Johnston
Pour les articles homonymes, voir Johnston.
George H. Johnston OBE, né le 20 juillet 1912 à Melbourne en Australie et mort le 22 juillet 1970, est un écrivain australien. Il utilise le pseudonyme Shane Martin.

## Biographie
II passe son enfance dans la maison familiale à Elsternwick dans la banlieue de Melbourne et fait des études de lithographe. Il est ensuite engagé comme journaliste dans un journal de Melbourne The Argus. Pendant la Seconde Guerre mondiale, il est correspondant de guerre et acquiert à ce titre une certaine notoriété. En 1951, il est affecté à Londres comme correspondant pour l'Europe. Il arrête sa carrière de journaliste en 1954 et s'installe sur l'île grecque d'Hydra avec sa femme et collaboratrice Charmian Clift (en). Il se consacre alors entièrement à l'écriture. Ayant contracté la tuberculose, il retourne vivre à Sydney en 1964. Il est nommé Officier de l'Ordre de l'Empire britannique (OBE) en 1970 pour services rendus à la littérature.
En 1948, il publie son premier roman À petit feu (Death Takes Small Bites). De 1949 à 1953, avec Charmian Clift, il écrit trois romans dont High Valley qui remporte le The Sydney Morning Herald Literary Competition.  Pour deux romans semi-autobiographiques, My Brother Jack (en) en 1964 et Clean Straw for Nothing (en) en 1969, il est lauréat à deux reprises du prix Miles Franklin . Sous le pseudonyme Shane Martin, il publie cinq romans policiers.

## Œuvre

### Romans signés George H. Johnston ou George Johnston
- Death Takes Small Bites, 1948
  - À petit feu, Série blême no 21, 1951, collection Littérature policière no 2 Éditions OPTA, 1975
- The Moon at Perigee, 1948
- The Cyprian Woman, 1955
- The Darkness Outside, 1959
- Closer to the Sun, 1960
- The Far Road, 1962
- My Brother Jack (en), 1964 (prix Miles Franklin 1964)
- The Far Face of the Moon, 1965
- Clean Straw for Nothing (en), 1969 (prix Miles Franklin 1969)
- A Cartload of Clay, 1971

### Romans coécrits avec Charmian Clift
- High Valley, 1948 (The Sydney Morning Herald Literary Competition 1948)
- The Big Chariot, 1953
- The Sponge Divers, 1955

### Romans signés Shane Martin
- The Saracen Shadow, 1957
- Twelve Girls in the Garden, 1957
- The Man Made of Tin, 1958
- The Myth is Murder, 1959
- A Wake for Mourning, 1962

### Ouvrage non fictionnel
- Battle of the Seaways: From the Athenia to the Bismarck, 1941

## Adaptations
- 1965 : My Brother Jack, épisode de série télévisée australienne, adaptation du roman éponyme réalisée par Gil Brealey
- 2001 : My Brother Jack, téléfilm australien, adaptation du roman éponyme réalisée par Ken Cameron

## Sources
- Claude Mesplède et Jean-Jacques Schleret, SN, voyage au bout de la Noire : inventaire de 732 auteurs et de leurs œuvres publiés en séries Noire et Blème : suivi d'une filmographie complète, Paris, Futuropolis, 1982 (OCLC 11972030), p. 207